# River Mole (vattendrag i Storbritannien, Surrey, lat 51,37, long -0,39)
River Mole är ett vattendrag i Storbritannien.   Det ligger i grevskapet Surrey och riksdelen England, i den södra delen av landet, 24 km sydväst om huvudstaden London.